# 118 II
《118 II》，新加坡新傳媒私人有限公司情感长寿劇，由徐彬、周初明、潘玲玲、周崇庆、雅慧、陈汉玮及黄思恬領銜主演，監製為黄光荣及苏美莲。

## 播出时间

### 首播
| 频道                    | 所在地   | 播放日期         | 首播時间                 |
| ----------------------- | -------- | ---------------- | ------------------------ |
| meWatch                 | 新加坡   | 2016年11月28日   | 每周一更新5集            |
| 新传媒8频道             | 新加坡   | 2016年11月29日起 | 星期一至五 19:30 - 20:00 |
| Astro AEC、Astro AEC HD | 马来西亚 | 2016年11月29日起 | 星期一至五 15:00 - 15:30 |

## 故事概要
"要要发"装修已近半年，开张在即。顺风和美珍婚期将近，决定在装修一新的新"要要发"拍摄婚纱照。顺水找的摄影师失约，只好请擅于摄影的朋友刘际洲帮忙。大家盛装准备拍照，美珍却迟迟没有出现。

## 演员阵容

### 洪家
| 演员   | 角色   | 介绍 |
| 周初明 | 洪达明 | 118 发哥 明哥 Benjamin 刘媚媚的丈夫 洪顺水的父亲 洪金枝的继父 王顺风和王玉叶的养父 洪姗姗的大哥 陈美珍的养家翁 林志高的好朋友 李太美的干爸 |
| 潘玲玲 | 刘媚媚 | 小Ang Mo Kio 发嫂 明嫂 洪达明的妻子 洪金枝和洪顺水的母亲 王顺风和王玉叶的养母 刘洁洁的妹妹 陈美珍的养家婆 张没友的前女友 李太美的小干妈 张振辉的小姨                                                                                                   |
| 周崇庆 | 王顺风 | Paul 王先生 CEO 118咖啡店的老板 洪达明和刘媚媚的养子 陈美珍的丈夫 洪金枝和洪顺水的养哥 王玉叶的亲哥哥 洪姗姗和刘洁洁的养侄儿 李太美的干哥 118咖啡店的老板 邱建国的情敌                                                                                 |
| 马艺瑄 | 陈美珍 | 王顺风的妻子兼老同学 邱建国的暗恋对象 |
| 雅慧   | 洪金枝 | Madam 云吞面姐姐 云吞面妈咪 云吞面公主 恰恰好 张没友和刘媚媚的女儿 洪达明的继女 王顺风的养妹 陈美珍的养姨 洪顺水的同母异父的姐姐 王玉叶的养姐姐 李志浩的女朋友 邓波的老板娘兼暗恋对象 李太美的干妹妹 刘洁洁的侄女 张振辉的表姐                         |
| 徐彬   | 洪顺水 | 生人勿近 Boss 118咖啡店的老板 洪达明和刘媚媚的儿子 王顺风的养弟 陈美珍的养小叔兼敌人 洪金枝的同母异父的弟弟 王玉叶的养小哥 洪姗姗和刘洁洁的侄儿 李太美的干弟 张振辉的表哥 张可爱的未婚夫 (已在118(S1) 第248集向张可爱求婚成功) 萧兵的情敌 萧丁冬的老板 |
| 洪凌   | 王玉叶 | 洪达明和刘媚媚的养女 王顺风的亲妹 洪金枝和洪顺水的养妹 汤依依的情敌 |

### 张(天成)家
| 演员   | 角色   | 介绍 |
| 陈天文 | 张天成 | 后悔改 当当 丫丫陈 Lucas 刘洁洁的丈夫 张振辉和张可爱的父亲 刘大功的情敌                                                 |
| 刘玲玲 | 刘洁洁 | Big Ang Mo Kio 披萨姐 肥妹 张天成的妻子 刘媚媚的姐姐 张振辉的母亲 张可爱的继母 刘大功的暗恋对象                         |
| 张钧淯 | 张振辉 | Dear 肌肉男 张天成和刘洁洁的儿子 张可爱的同父异母哥哥 王玉叶的前男友 汤依依的男朋友                                     |
| 黄思恬 | 张可爱 | 天下无双 张天成的女儿 张振辉的同父异母妹妹 洪顺水的未婚妻(在118(S1)第248集答应洪顺水的求婚) 萧兵的暗恋对象 刘际洲的房客 |

### 李（伟良）家
| 演员   | 角色   | 介绍 |
| 陈汉玮 | 李伟良 | 阿娘/阿良 Uncle娘 粽子娘 Alex Lee 娘娘 洪姗姗的丈夫 洪达明和刘媚媚的朋友兼妹婿                                        |
| 沈惠怡 | 洪姗姗 | 小榴莲 姗 李伟良的妻子 洪达明的妹妹 刘媚媚的小姑 洪顺水的姑姑 王顺风、洪金枝和王玉叶的养姑姑 林志高的好朋友兼青梅竹马 |

### 李（金龙）家
| 演员   | 角色   | 介绍 |
| 夏 雨  | 李金龙 | 老豆 软脚龙 龙哥 2060 前流氓 上官燕的前夫 李太美的父亲 刘际洲的房客兼岳父                                                                             |
| 薛淑珊 | 上官燕 | 小辣椒 阿燕 老燕子 李金龙的前妻 李太美的母亲 刘际洲的岳母                                                                                             |
| 欧萱   | 李太美 | 慢慢 女杀手 大嫂 前流氓 武术专家 李金龙和上官燕的女儿 刘际洲的房客兼妻子 洪达明、刘媚媚和刘洁洁的干女儿 王顺风的干妹妹 洪金枝、洪顺水和王玉叶的干姐姐 |

### 刘家
| 演员   | 角色   | 介绍 |
| 朱厚仁 | 刘大功 | Dua Gong Alexander Lau 老骗子 阿风的丈夫 刘大利的二哥 刘际洲和刘亚洲的二叔 娜娜和刘俊杰的二伯 刘洁洁的老同学兼暗恋其 张天成的情敌                                                  |
| 黄景蓉 | 阿风   | 失智症患者 刘大功的妻子 刘大利的二嫂 |
| 黄炯耀 | 刘大利 | Dua Liap Ernest Lau 精神不稳定 娜娜的丈夫 刘俊杰的父亲 刘大功的弟弟 阿风的小叔 刘际洲和刘亚洲的三叔 张没友的情敌                                                                   |
| 荘微霓 | 娜娜   | 刘大利的越南妻子 刘俊杰的母亲 刘大功的弟媳 张没友的暗恋对象 |
| 王禄江 | 刘际洲 | 鸡粥 红毛榴莲 闲人免进 房屋经纪 李太美的房东兼丈夫 刘亚洲的哥哥 刘大功和刘大利的大侄儿 刘俊杰的堂哥 洪达明和刘媚媚的邻居 洪顺水的朋友 张可爱的房东 李金龙的房东兼女婿 上官燕的女婿 |
| 欧萱   | 李太美 | 参见李（金龙）家 |
| 田铭耀 | 刘亚洲 | 鸭粥 小混蛋 化骨龙 Asia Lau 骗子 刘际洲的弟弟 刘大功和刘大利的侄儿 刘俊杰的堂哥 汤依依和王玉叶的前男友 李太美的小叔                                                                |
| 郑传峻 | 刘俊杰 | 阿Boy 刘大利和娜娜的儿子 刘大功的侄儿 刘际洲和刘亚洲的堂弟 |

### 张（没友）家
| 演员   | 角色   | 介绍 |
| 黎沸挥 | 张没友 | 我是好人 张先生 花姐的丈夫 洪达明的前敌人 刘媚媚的前男友 洪金枝的亲生父亲 暗恋娜娜 刘大利的情敌 118咖啡店厨师 |
| 翁慧霖 | 花姐   | 患有骨痛热症 张没友的妻子 已逝世                                                                              |

### 邓家
| 演员   | 角色   | 介绍                                                                                             |
| 黄俊雄 | 邓波   | Terminator 雷波 Hello Kukuti 哈咯 波波 大番薯 邓安琪的养父 洪金枝的贴身保镖兼暗恋其 李志浩的情敌 |
| 杜芯慧 | 邓安琪 | 武术专家 邓波的养女 留在美国                                                                     |

### 其他演员
| 演员   | 角色   | 介绍                                                       |
| 苏梽诚 | 林志高 | 洪达明的好朋友 洪姗姗的好朋友兼青梅竹马 118咖啡店同事      |
| 叶世品 | Steven | Uncle Steven 洪达明的老邻居兼朋友                          |
| 黄振隆 | 萧兵   | Boris 小老鼠 暗恋张可爱 洪顺水的情敌                       |
| 胡佳嬑 | 汤依依 | 其有参演两个系列,两个角色                                  |
| 张耀栋 | 王志鹏 | 轰天炮 炮炮 香港流氓 李太美的青梅竹马兼暗恋其 刘际洲的情敌 |
| 湯妙玲 | 白兰香 | 暗恋洪达明 刘媚媚的情敌                                    |
| 郑荣铭 | Peter  | 洪顺水的好朋友兼车行同事                                   |
| 何盈莹 | 萧丁冬 | 丁丁 叮当 小迷糊 原名叫萧亚轩 来自马六甲 118咖啡店同事     |
| 张嘉轩 | Zoe    | 神秘女人 李志浩的保镖兼间谍                                |
| 李家庆 | 李志浩 | Richard 臭小子 洪金枝的男朋友 Zoe的老板 邓波的老板兼情敌   |

### 客串演员
| 演员         | 角色                 | 介绍                                                               |
| 罗宝玲       | 米粉嫂               |                                                                    |
| 孙文海       | Evan Heng            | 陈美珍的前男友                                                     |
| 曾诗梅       | 唐思嘉               | 大眼妹 李伟良的前女友                                              |
| 郭蕙雯       | 沈家慧               | Jenny 刘际洲的前女友                                               |
| 许立楷       | 冯德安               | 老冯 冯导演 冯德刚的双胞胎哥哥 李太美和王志鹏的好朋友 香港电影导演 |
| 许立楷       | 冯德刚               | 假(冯导演) 冯德安的双胞胎弟弟                                      |
| 杨子文       | Ben Tong             |                                                                    |
| 黄孙慧       | Tong Li Yan          |                                                                    |
| Rahman Rahim | Zulkifli “Abang Zul” |                                                                    |
| 黄子佼       | 本人                 | 台湾名人 来自台湾                                                  |
| 章证翔       | 邱健国               | 律师 王顺风的小学敌人兼情敌 陈美珍的小学同学兼暗恋其               |
| 陈翔         | 王总                 | 老乌龟                                                             |
| 林永坤       | 阔嘴林               |                                                                    |

## 奖项
| 奖项   | 奖项     | 奖项       | 奖项               | 奖项 |
| 年份   | 颁奖典礼 | 奖项       | 入围者             | 结果 |
| ------ | -------- | ---------- | ------------------ | --- |
| 2018年 | 红星大奖 | 最佳女配角 | 沈惠怡 饰演 洪姗姗 | style="background: #FDD; color: black; vertical-align: middle; text-align: center; " class="no table-no2 skin-invert"\|提名 |
| 2018年 | 红星大奖 | 最佳新人奖 | 何盈莹 饰演 萧丁冬 | style="background: #FDD; color: black; vertical-align: middle; text-align: center; " class="no table-no2 skin-invert"\|提名 |

## 同时期竞争节目
- 三立台灣台-《新戏说台湾》- 周一至五：晚上7点30分至8点
- 三立台灣台-《甘味人生》- 周一至四：晚上8点至10点30分
周五：晚上8点至10点15分
- 三立台灣台-《一家人》- 周一至四：晚上8点至10点30分
周五：晚上8点至10点15分
- 民视无线台-《春花望露 (民視)》- 周一至四：晚上8点至10点30分
周五：晚上8点至10点15分
- 民视无线台-《幸福来了》- 周一至四：晚上8点至10点30分
周五：晚上8点至10点15分

## 电视节目的变迁
| 新加坡 新传媒8频道 星期一至五 19:30 - 20:00 | 新加坡 新传媒8频道 星期一至五 19:30 - 20:00 | 新加坡 新传媒8频道 星期一至五 19:30 - 20:00 |
| ------------------------------------------- | ------------------------------------------- | ------------------------------------------- |
|                                             | 118II （2016.11.29 - 2017.09.29）           |                                             |
| 富贵平安 （2016.04.04 - 2016.11.28）        | 小人物向前冲 （2017.10.02 - 2018.03.30）    |                                             |